# هاينز إميريش
هاينز إميريش (بالألمانية: Heinz Emmerich)‏ هو لاعب كرة قدم ألماني، ولد في 25 فبراير 1908 في برلين في ألمانيا، وتوفي في 10 مارس 1986. شارك مع منتخب ألمانيا لكرة القدم. أما مع النوادي، فقد لعب مع تنس بوروسيا برلين.

## وصلات خارجية
- هاينز إميريش على موقع قاعدة بيانات كرة القدم.إي يو (الإنجليزية)
- هاينز إميريش على موقع ناشيونال فوتبول تيمز (الإنجليزية)
- هاينز إميريش على موقع عالم كرة القدم.نت (الإنجليزية)